# Renato Mieli
Renato Mieli (Alessandria d'Egitto, 29 dicembre 1912 – Milano, 21 maggio 1991) è stato un giornalista italiano, padre del giornalista Paolo Mieli.

## Biografia
Nato in Egitto in una famiglia italiana di religione ebraica, si trasferisce in Italia, dove si laurea in fisica nucleare nel 1935 presso l'Università degli Studi di Padova. Nel 1937-38 è assistente nella stessa cattedra. Militante del Partito comunista, collabora alla «Voce degli italiani», il giornale degli esuli che si stampa a Parigi. A seguito delle leggi razziali fasciste, nel 1939 abbandona l'Italia rifugiandosi nella nativa Alessandria d'Egitto ed offre agli Alleati, in particolare le autorità britanniche, la propria collaborazione.
Dimostra le sue capacità nel 1943, quando fonda un quotidiano nella Tripoli occupata dagli inglesi; successivamente, a Gerusalemme dirige i programmi radio in lingua italiana. Nel 1944 torna in Italia. I britannici gli procurano un passaporto falso con un nome inglese, "Ralph Merrill", ed il grado di colonnello. È nominato ufficiale dei servizi d'intelligence; lavora nel Psychological Warfare Branch, l'organismo che concede i permessi di pubblicazione ed assegna la carta per la stampa dei primi giornali dell'Italia liberata. Grazie ai buoni uffici del comando alleato in Italia, viene scelto come direttore di «Notizie Nazioni Unite» (NNU), l'agenzia di stampa che diffonde le notizie ai giornali delle città liberate. Mantiene la carica fino al 3 marzo 1945, giorno in cui viene sciolta l'NNU. Nel gennaio dello stesso anno vengono poste le basi di una nuova agenzia di stampa, l'ANSA, destinata a sostituire l'NNU. Nella fase di transizione tra la vecchia e la nuova struttura, Mieli è il principale collaboratore di Edgardo Longoni, il futuro direttore dell'ANSA.
Nel 1947 assume, su invito di Palmiro Togliatti, la direzione milanese de «l'Unità». Conosce Giangiacomo Feltrinelli, di cui diventa amico. Nel 1949 viene nominato responsabile del PCI per i rapporti con l'estero, incarico che permette a Mieli di entrare in contatto con i leader dell'Est europeo. Abbandona il PCI, con altri intellettuali, dopo la rivoluzione ungherese del 1956.
Uscito dal PCI, Mieli aderisce alle idee degli economisti liberisti Friedrich von Hayek e Ludwig von Mises, fortemente avversi a qualsiasi forma di socialismo. A Milano crea, con il finanziamento garantito dalla Confindustria, il «Centro ricerche economiche e sociologiche dei paesi dell'Est» (Ceses), organizzando seminari e convegni assieme ai sovietologi occidentali, e fonda la rivista «l'Est», dedicata al blocco orientale. Il Ceses è la sede italiana di Interdoc, un istituto con sede all'Aja creato nel 1963 dai servizi d'intelligence della NATO per coordinare l'offensiva anti-comunista in diversi campi (dalla propaganda alle operazioni coperte), attingendo da fonti esclusive e materiale inedito di ex quadri e dirigenti dei partiti comunisti europei.
Partecipa con un intervento intitolato L'insidia psicologica della guerra rivoluzionaria in Italia al "Convegno sulla guerra rivoluzionaria" organizzato dal 3 al 5 maggio del 1965 dall'Istituto di studi militari Alberto Pollio e tenutosi all'Hotel Parco dei Principi di Roma. Il convegno ebbe come tema principale La guerra rivoluzionaria, una dottrina che in quegli anni circolava soprattutto negli ambienti militari e mirata a coordinare e dare maggior vigore alla lotta contro l'avanzata del comunismo in Italia.
Negli ultimi anni è stato collaboratore del «Giornale» e del «Corriere della Sera». Nel 1990 è stato nominato presidente del «Centro vittime dello stalinismo».

## Opere
- Tramonto del colonialismo (Roma, s.d.)
- Che cos'e la C.E.D.? Gli stati dell'Occidente di fronte alla perdita della loro indipendenza (a cura del Comitato nazionale dei partigiani della pace, Roma, 1953);
- Atomi per la pace (Editori Riuniti, Roma, 1956)
- La contrastata evoluzione della Sicilia (Roma, 1960)
- Togliatti 1937 (Rizzoli, Milano, 1964)
- Il modello sovietico (Venezia, 1977)
- La morte di Gramsci (1978)
- I comunisti (Le Monnier, Firenze, 1982?)
- Il PCI allo specchio (Rizzoli, Milano, 1983)
- Deserto rosso. Un decennio da comunista (il Mulino, Bologna, uscito postumo nel 1996)